# My Name Is Buddy
My Name Is Buddy är ett musikalbum av Ry Cooder lanserat 2007 på skivmärket Nonesuch Records. Albumet var hans trettonde studioalbum. Medföljde albumet gjorde ett häfte med albumets sammanhängande historia, samt bilder till varje låt. Albumet är ett konceptalbum som följder de tre karaktärerna Buddy Red Cat, Lefty Mouse, och Reverend Tom Toad under 1930-talets Dust Bowl-era i USA, och intar ett tydligt vänsterpolitiskt ställningstagande.
Albumet blev en betydligt större framgång i Europa än i USA, vilket varit fallet med flera av Ry Cooders skivor.

## Låtlista
(upphovsman inom parentes)
1. "Suitcase in My Hand" (Ry Cooder) - 2:54
2. "Cat and Mouse" (Ry Cooder) - 5:02
3. "Strike!" (Ry Cooder) - 5:07
4. "J. Edgar" (Ry Cooder) - 2:37
5. "Footprints in the Snow" (Bill Monroe, ny text av Ry Cooder) - 3:07
6. "Sundown Town" (Ry Cooder, Joachim Cooder) - 2:57
7. "Green Dog" (Ry Cooder) - 7:33
8. "The Dying Truck Driver" (Ry Cooder) - 4:56
9. "Christmas in Southgate" (Ry Cooder) - 3:27
10. "Hank Williams" (Ry Cooder) - 4:09
11. "Red Cat Till I Die" (Ry Cooder) - 3:08
12. "Three Chords and the Truth" (Ry Cooder, Joachim Cooder) - 5:02
13. "My Name Is Buddy" (Ry Cooder) 3:12
14. "One Cat, One Vote, One Beer" (Ry Cooder, Joachim Cooder, Jared Smith) - 4:15
15. "Cardboard Avenue" (Ry Cooder) - 4:33
16. "Farm Girl" (Ry Cooder) - 3:54
17. "There's a Bright Side Somewhere" (Trad. med ny text av Ry Cooder) - 4:49

## Listplaceringar
- Billboard 200, USA: #168[1]
- UK Albums Chart, Storbritannien: #41[2]
- Nederländerna: #25[3]
- Österrike: #64[4]
- Italien: #28[5]
- VG-lista, Norge: #10[6]
- Sverigetopplistan: #37[7]